# Moema (Meirelles)
Moema è un dipinto a olio su tela realizzato dall'artista brasiliano Victor Meirelles nel 1866. L'opera è attualmente conservata al museo d'arte di San Paolo.
Il dipinto ritrae il personaggio omonimo dal poema epico Caramuru, scritto da Santa Rita Durão nel 1781. L'opera non raffigura una scena del poema, ma l'interpretazione personale di Meirelles del fato del personaggio, che finisce per annegare dopo il rifiuto da parte dell'esploratore portoghese Diogo Álvares Correia, più noto come Caramuru.

## Storia
Il dipinto, che appartiene alla corrente pittorica dell'indianismo, venne esposto per la prima volta nel 1866, all'accademia imperiale di belle arti, e venne ben accolto. In seguito, Moema venne esposta all'esposizione di Parigi del 1867. L'opera fa parte della collezione del museo d'arte paulistano dal 1947. Quando la direttrice del museo divenne Beatriz Pimenta Camargo, il museo ottenne dei finanziamenti per restaurare il quadro, che è considerato uno dei più importanti della collezione.

## Descrizione

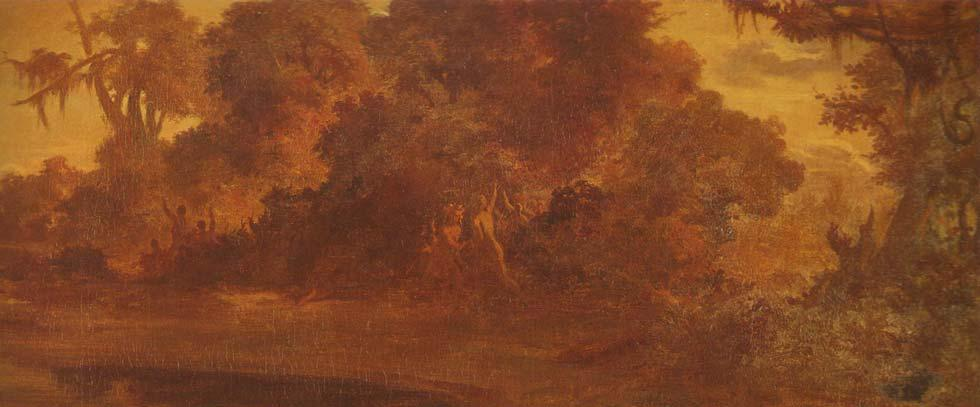
Dettaglio del paesaggio.

Il corpo morto di Moema occupa lo spazio inferiore della tela ed è l'elemento centrale della composizione. In primo piano, l'india quasi completamente nuda è sdraiata in riva al mare. Sullo sfondo, il paesaggio è composto da una vegetazione densa, nella quale si possono notare dei gruppi di indigeni. Il paesaggio è una caratteristica della fase matura di Meirelles ed occupa tutto lo sfondo dell'opera, quasi a invadere la donna in primo piano. Questo quadro appartiene quindi a quella tradizione pittorica di nudi sdraiati in un paesaggio naturale, addormentati o morti.
Moema è in una posizione delicata, con il viso e il corpo rivolti verso l'alto, quest'ultimo leggermente inclinato verso lo spettatore, senza delle torsioni accentuate. La mano destra è poggiata sul ventre, con una certa tensione nelle pieghe delle dita, mentre il braccio sinistro è steso sulla sabbia. L'india è appena coperta da un perizoma di piume spezzato, conferendogli una certa connotazione sessuale, così come il movimento sinuoso disegnato dal suo corpo. I lineamenti sereni del volto e la mancanza di pallore nella sua pelle fanno quasi sembrare che la donna non sia morta, ma stia solo dormendo.

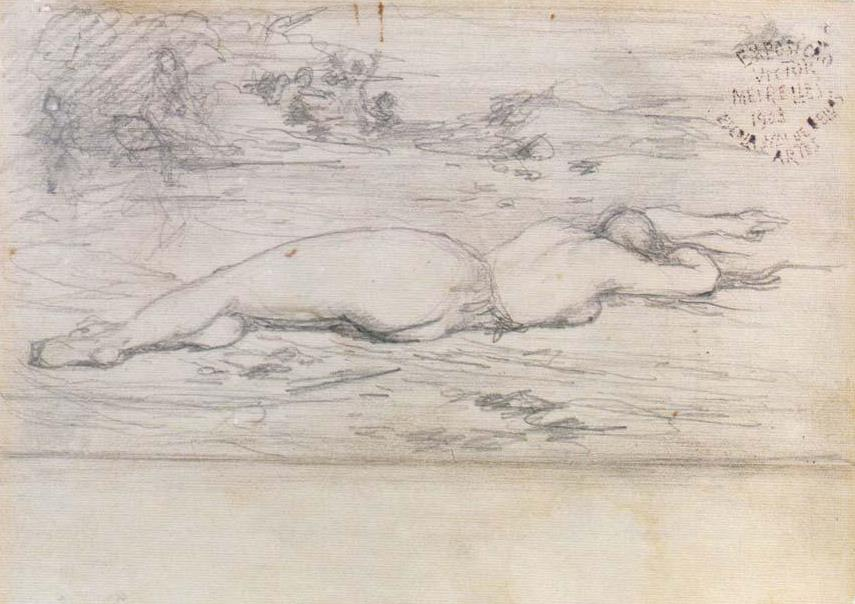
Un disegno preparatorio per l'opera.

Un disegno preparatorio dell'opera presenta alcune differenze con il dipinto finale. Nell'abbozzo, l'india ha il busto e il volto rivolti verso il basso e le braccia distese in direzione del mare. Dall'altezza della vita ai piedi, la donna è con il corpo su un fianco, esponendo una delle sue gambe e le natiche. In questa versione si ha l'impressione che l'artista volesse nascondere e rivelare allo stesso tempo la nudità di Moema. Il gruppo di indigeni sullo sfondo era molto più in risalto che sulla tela.
I gruppi di Indios che si trovano in mezzo alla natura accentuano il dramma della scena. Uno di loro, più lontano, indica un piccolo punto alla linea dell'orizzonte, che si ritiene sia l'imbarcazione di Diogo Álvares Correia. L'altro gruppo guarda Moema ed è pronto a salvarla e uno di loro ha un'espressione disperata.
L'opera ha caratteristiche classiche e barocche: i colori chiari, la luce che cade equamente sul paesaggio, la fusione tra i colori della terra e del paesaggio e la poca valorizzazione della linea sono degli elementi ereditati dal barocco. La donna, invece, presenta degli elementi classici e il suo corpo è dipinto con grande precisione e una buona illuminazione.